# Sogni (film)
Sogni (夢?, Yume) è un film del 1990 diretto da Akira Kurosawa, composto da 8 episodi, basato sui concetti del realismo magico e di alcuni sogni del regista. Il film racconta, anche se non esplicitamente, la vita di Kurosawa e gli episodi rappresentano i vari periodi della vita, partendo dall'infanzia fino alla morte, ambientati in fasi diverse della storia (passato remoto, passato prossimo, presente, futuro), nonché nelle quattro stagioni. Il regista Ishirō Honda ha collaborato alla regia di alcuni episodi.

## Trama
L'esile filo che collega gli otto episodi è la presenza di un io narrante impersonato da Akira Terao, che è stato, dopo Takashi Shimura, Toshirō Mifune e Tatsuya Nakadai, l'attore-feticcio di Kurosawa. Nel film, oltre alla diretta citazione/evocazione di Vincent van Gogh, sono presenti anche numerosi richiami ad Hokusai (Fuji in rosso), alla letteratura manga (Nausicaä della Valle del Vento ne Il demone che piange), alla storia recente e alle tradizioni popolari nipponiche (La tormenta), a Ozu (Il villaggio dei mulini).

### Raggi di sole nella pioggia
Una donna raccomanda ad un bambino di non uscire di casa: sta piovendo mentre splende il sole e, come narra un'antica leggenda, è il momento in cui i demoni-volpe (le kitsune) preferiscono celebrare i loro matrimoni. Se le volpi scoprissero qualcuno a spiarle si arrabbierebbero molto. Il bambino, disobbedendo agli ordini della donna, esce di casa e si addentra nel bosco, dove assiste alla processione delle volpi che si accorgono della sua presenza allorché egli, inavvertitamente, spezza un rametto secco coi piedi. Quando torna a casa la donna dice al bambino che una volpe arrabbiata le ha portato un pugnale tantō, con il quale il bambino dovrà uccidersi per aver disturbato la cerimonia. La donna ordina al bambino di andare dalle volpi a chiedere scusa, ma difficilmente sarà perdonato. Il piccolo s'incammina con il pugnale in mano, verso la base dell'arcobaleno, in cerca della casa delle volpi.

### Il pescheto
Il giorno della Festa delle Bambole, alcune bambine celebrano l'evento in una dimora nobile. Il fratellino della padrona di casa segue una delle amiche della sorella, silenziosa quanto enigmatica, attraverso i campi fino a giungere ad un pescheto abbattuto di recente. Qui gli spiriti degli alberi, identici alle bambole che erano nella casa, si materializzano e gli dichiarano di essere offesi per lo scempio subìto dovuto all'imbecillità umana. Alle lacrime sincere del protagonista che s'era opposto all'abbattimento del pescheto, gli spiriti compiono una danza rituale al termine della quale il pescheto riappare magicamente rigoglioso per un attimo; quando la visione svanisce, rimarrà solo un ramo fiorito su un moncone.

### La tormenta
Un gruppo di scalatori viene sorpreso da una tormenta ad alta quota. Dopo aver lottato per ore invano contro le forze della natura, ad uno ad uno cadono addormentati, vinti dalla fatica. Solo il capocordata resterà sveglio, e verrà raggiunto da una yuki-onna che lo lusingherà con una voce suadente, ma saprà resisterle. Ella svanisce insieme alla tormenta, ed il cielo torna sereno rivelando il campo base a pochi metri di distanza. Gli uomini vi tornano con gioia.

### Il tunnel
Un reduce di guerra, tornando a casa a piedi e, nottetempo, attraversa un tunnel oscuro. Appena ne esce, sente dietro di sé prima il rumore di uno, poi di molti passi: sono gli spiriti degli uomini del suo battaglione tutti uccisi in combattimento (lui è il solo superstite), che lo seguono senza sapere dove andare, in attesa di ordini. L'uomo, tormentato dai sensi di colpa, non può fare altro che farli ritornare nel tunnel, dal quale spunta un cane rosso e ringhiante che lo minaccia.

### Corvi
Il protagonista (alter ego del regista) ammira in un museo alcuni celebri quadri di Vincent van Gogh, e come d'incanto si ritrova in uno di essi, alla ricerca del pittore appena dimesso dal manicomio. Lo trova mentre cerca, nervosamente e con una fasciatura a coprirgli l'orecchio sinistro reciso, di disegnare un paesaggio. Il pittore gli dice di essere in forma "come una locomotiva" (se ne vede una ad intermittenza) e di non poter perdere tempo a parlare con lui. L'uomo comincia a cercarlo per i campi (e magicamente si ritrova a "attraversare" più di uno dei suoi quadri celebri), finché lo scorge inoltrarsi su un sentiero che conduce all'interno di un campo di grano. Van Gogh continua a camminare scomparendo all'orizzonte mentre uno stormo di corvi si alza in volo (ricostruzione, questa, del celeberrimo Campo di grano con volo di corvi). Un fischio di locomotiva riporta il protagonista alla realtà di fronte al quadro omonimo.

### Fuji in rosso
L'alter ego si ritrova ai piedi del Fuji che, risvegliatosi, ha cominciato ad eruttare lava e ceneri, assumendo un aspetto rosso. Un fiume di persone disperate, a cui egli si aggrega, cerca scampo invano lungo una scogliera a picco sul mare: tra queste ci sono una madre con due bambini ed un ingegnere nucleare, responsabile di aver costruito una centrale proprio ai piedi del vulcano e che la lava ha appena distrutto. I vapori radioattivi assassini si sprigionano nell'aria e si abbattono su di loro: mentre l'ingegnere sparisce in mare, il protagonista cerca invano di allontanare le esalazioni dalla madre e dai bambini sventolando il giubbotto, mentre la scena si dissolve in nero.

### Il demone che piange
Stavolta l'alter ego del regista vaga in una terra desolata, desertificata dalle esplosioni atomiche, e le cui uniche apparenti forme di vita sono dei fiori giganteschi ed inquietanti (si può notare un'analogia con l'ambientazione di Nausicaä della Valle del Vento). Qui incontra una figura semi-animalesca ricoperta di abiti stracciati e con un corno sulla fronte, che gli spiega come vanno le cose: una volta era stato un uomo, e come tutti i sopravvissuti alle esplosioni nucleari si è trasformato in demone e si ciba dei suoi simili (in mancanza di qualunque altra forma di cibo), il cui status sociale e l'eliminazione fisica sono determinati dal numero di corni che si hanno. Entrambi si ritrovano presso delle pozze color del sangue, ad osservare un gruppo di demoni lamentarsi, ed il protagonista, preoccupato per le "attenzioni" che comincia a mostrargli il suo interlocutore, fugge, ma scivola lungo la scarpata.

### Il villaggio dei mulini
Il protagonista si ritrova in un idilliaco villaggio ai margini di una foresta, attraversato da un fiume che aziona molti mulini ad acqua che irrigano i campi. Presso uno di questi, incontra un vecchio centenario per nulla infiacchito dall'età, anzi decisamente vitale, che gli spiega come si debba condurre la propria esistenza se si vuole essere felici. Gli abitanti del villaggio avevano infatti deciso di allontanarsi dal progresso e dalla modernità, ritirandosi in quel villaggio proprio per cercare la felicità terrena nella semplicità della natura; dopodiché, si accomiata per seguire il corteo funebre (con tanto di banda musicale) del suo primo amore, che però aveva sposato un altro. Il protagonista, soddisfatto, s'allontana, mentre il fiume scorre sereno.

## Produzione e distribuzione
Prodotto grazie al contributo di Steven Spielberg e George Lucas, il film è stato presentato fuori concorso al 43º Festival di Cannes.

## Riconoscimenti
- 1991 - Awards of the Japanese Academy
  - Miglior colonna sonora (Shinichirô Ikebe)
  - Candidatura al premio per la miglior scenografia (Yoshirō Muraki, Akira Sukaragi)
  - Candidatura al premio per la miglior fotografia (Masaharu Ueda, Takao Saitō)
  - Candidatura al premio per la miglior regia (Akira Kurosawa)
  - Candidatura al premio per il miglior film (Akira Kurosawa)
  - Candidatura al premio per le migliori luci (Takeshi Sano)
  - Candidatura al premio per il miglior sonoro (Kenichi Benitani)
  - Candidatura al premio per la miglior attrice non protagonista (Mieko Harada)
- 1991 - Golden Globe
  - Candidatura al premio per il miglior film straniero (Akira Kurosawa)
- 1991 - Mainichi Film Concours
  - Miglior fotografia (Takao Saitō, Masaharu Ueda)
  - Miglior colonna sonora (Shinichirô Ikebe)
- 1991 - Political Film Society
  - Candidatura al premio Pace (Akira Kurosawa)